# Ting Cui
Ting Cui (ur. 6 września 2002 w Baltimore) – amerykańska łyżwiarka figurowa, startująca w konkurencji solistek. Brązowa medalistka mistrzostw świata juniorów (2019) oraz medalistka zawodów z cyklu Challenger Series.

## Osiągnięcia
| Zawody                                | 17–18          | 18–19          | 19–20          | 20–21          | 21–22          | 22–23          |                |                |                |                |                |                |                |                |                |                |                |
| Międzynarodowe                        | Międzynarodowe | Międzynarodowe | Międzynarodowe | Międzynarodowe | Międzynarodowe | Międzynarodowe | Międzynarodowe | Międzynarodowe | Międzynarodowe | Międzynarodowe | Międzynarodowe | Międzynarodowe | Międzynarodowe | Międzynarodowe | Międzynarodowe | Międzynarodowe | Międzynarodowe |
| ------------------------------------- | -------------- | -------------- | -------------- | -------------- | -------------- | -------------- | -------------- | -------------- | -------------- | -------------- | -------------- | -------------- | -------------- | -------------- | -------------- | -------------- | -------------- |
| Mistrzostwa czterech kontynentów      |                | 11             |                |                |                |                |                |                |                |                |                |                |                |                |                |                |                |
| GP NHK Trophy                         |                |                | WD             |                |                |                |                |                |                |                |                |                |                |                |                |                |                |
| GP Internationaux de France           |                |                | WD             |                |                |                |                |                |                |                |                |                |                |                |                |                |                |
| CS Tallinn Trophy                     |                | 2              |                |                |                |                |                |                |                |                |                |                |                |                |                |                |                |
| CS U.S. International Classic         |                |                | 4              |                |                |                |                |                |                |                |                |                |                |                |                |                |                |
| Międzynarodowe: Kategorie młodzieżowe |                |                |                |                |                |                |                |                |                |                |                |                |                |                |                |                |                |
| Mistrzostwa świata juniorów           | 7              | 3              |                |                |                |                |                |                |                |                |                |                |                |                |                |                |                |
| JGP w Australii                       | 6              |                |                |                |                |                |                |                |                |                |                |                |                |                |                |                |                |
| JGP w Austrii                         |                | 5              |                |                |                |                |                |                |                |                |                |                |                |                |                |                |                |
| JGP w Czechach                        |                | 7              |                |                |                |                |                |                |                |                |                |                |                |                |                |                |                |
| Philadelphia Summer International     | 1 J            |                |                |                |                |                |                |                |                |                |                |                |                |                |                |                |                |
| Krajowe                               |                |                |                |                |                |                |                |                |                |                |                |                |                |                |                |                |                |
| Mistrzostwa Stanów Zjednoczonych      | 3 J            | 5              | WD             |                |                | 12             |                |                |                |                |                |                |                |                |                |                |                |